# Pareto-efficiëntie

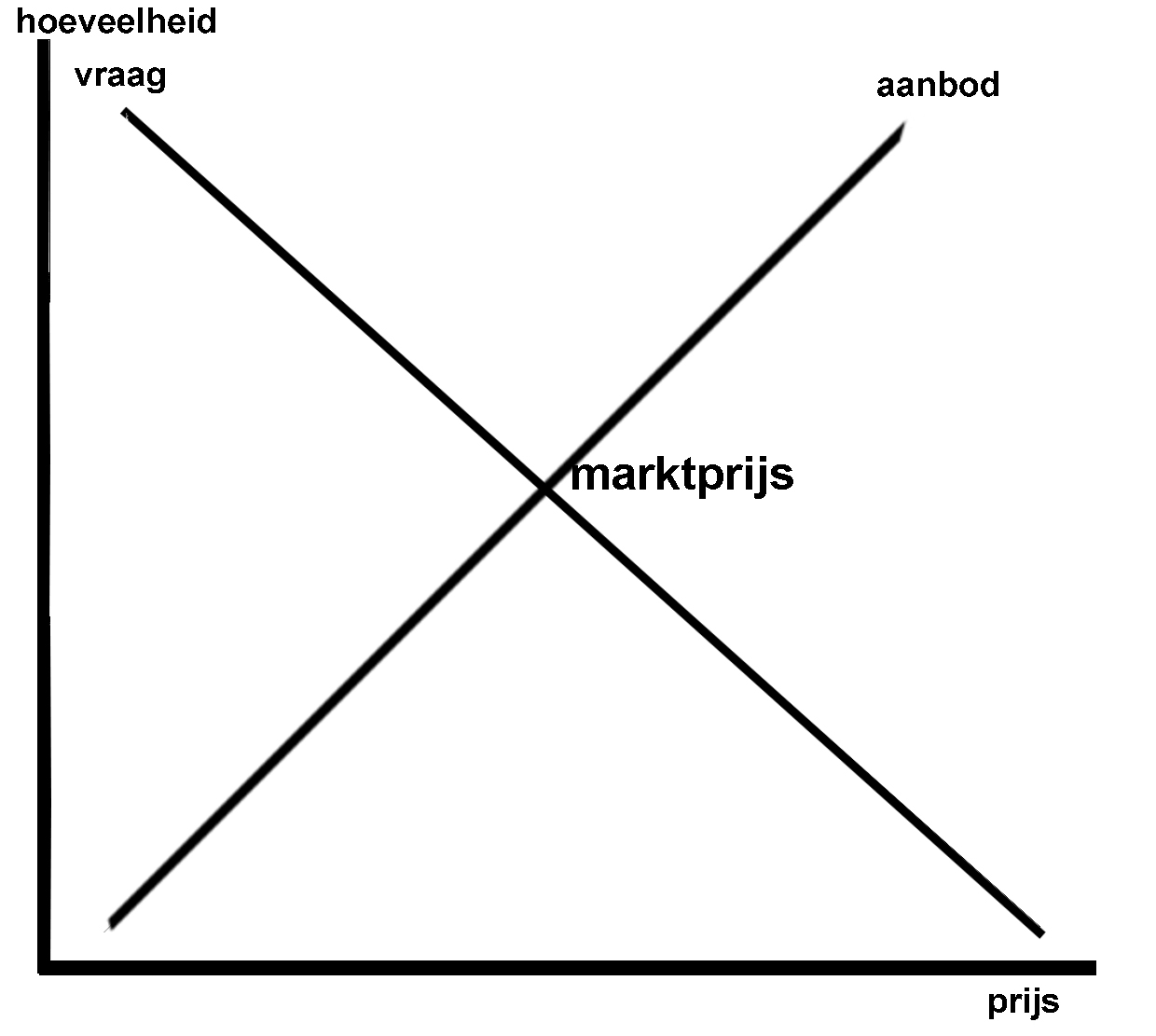
In een perfecte markt zijn vraag en aanbod met elkaar in evenwicht doordat de marktprijs zowel voor producent als consument acceptabel is.

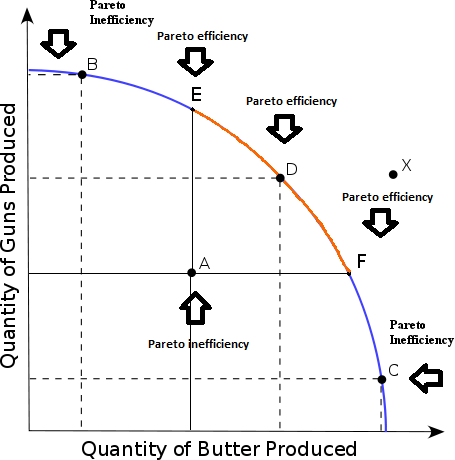
De productiemogelijkhedengrens van twee producten. Punt A is Pareto-inefficiënt, omdat er zowel meer boter als geweren geproduceerd kunnen worden. Punt D is Pareto-efficiënt in zwakke zin, iedereen gaat er op vooruit. Punt E en F zijn Pareto-efficiënt in sterke zin, niet iedereen gaat er op vooruit, maar niemand gaat er op achteruit. Punt B en C liggen wel op de productiemogelijkhedengrens, maar zijn niet Pareto-efficiënt aangezien er hier een groep op achteruit gaat.
Punt X is technisch niet mogelijk, het ligt buiten de productiemogelijkheden.

Pareto-efficiëntie, Pareto-optimaal, allocatieve efficiëntie of het Pareto-criterium is de allocatie van middelen op zo'n wijze dat er vanuit die situatie geen wijziging mogelijk is waarbij iemand in een groep erop vooruitgaat zonder dat een ander in die groep erop achteruitgaat. In de sterke vorm verhoogt de groep het welzijn als ten minste één individu beter af is en geen enkel individu slechter, in de zwakke vorm moet iedereen beter af zijn. Dit wordt bereikt in een perfecte markt waarin de prijs dusdanig is dat alle producten die geproduceerd worden ook geconsumeerd worden. Het Pareto-optimum ligt op de productiemogelijkhedengrens.
Pareto-efficiëntie gaat uit van de huidige situatie zonder een uitspraak te doen over de rechtvaardigheid daarvan. Doordat het criterium uitgaat van de huidige situatie wordt het wel gezien als een conservatieve rechtvaardiging van de status quo. Hiertoe werd in de jaren 1930 het compensatieprincipe toegevoegd, waarbij veranderingen als verbeteringen worden gezien zodra de opbrengsten dusdanig zijn dat diegenen die slechter af zijn, gecompenseerd kunnen worden.
Een Pareto-analyse is gebaseerd op de consumentenkeuzetheorie. Die gaat ervan uit dat individuen het eigen nut / kwaliteit van het leven maximaliseren. 

## Pareto-verbetering
Wanneer het optimum niet bereikt is en de toestand niet Pareto-efficiënt is, wil dat zeggen dat de huidige situatie zich (bij de grafische voorstelling) onder de Paretogrens bevindt. Er kan dan een zodanige verandering doorgevoerd worden dat minstens één individu erbij wint, zonder dat een van de anderen erbij verliest. Dit is een Pareto-verbetering.
Er wordt gesproken van een potentiële Pareto-verbetering, indien bij een nieuwe situatie de winnaars de verliezers compenseren en er alsnog een stijging in het totale nut ontstaat. Hierdoor kan de verzameling van economische agenten er als geheel in nut op vooruit gaan.

## Voorbeeld
In de beginsituatie: A krijgt 10, B krijgt 12, C krijgt 4. 
Als in een alternatieve verdeling A 10 krijgt, B 13 krijgt, C 4 krijgt dan is de eerste verdeling niet Pareto-efficiënt. Bij de alternatieve verdeling krijgt B meer, zonder dat een van de anderen er op achteruit gaat. 
Maar stel dat in de alternatieve verdeling A 13,  B 8 en C 6 krijgt, dan is de verdeling uit de beginsituatie Pareto-efficiënt, want B gaat erop achteruit. De oplossing is dat A en C aan B compenseren. Hierdoor kan een totale welvaartswinst gerealiseerd worden zonder dat iemand erop achteruit gaat.
Een economie is Pareto-efficiënt wanneer iedere verandering in de economie, die tot een welvaartsverbetering voor de één leidt, tegelijkertijd een welvaartsverlies voor iemand anders betekent, met andere woorden: wanneer iemand zijn/haar positie alleen ten koste van een ander kan verbeteren.